# سومين تشويي

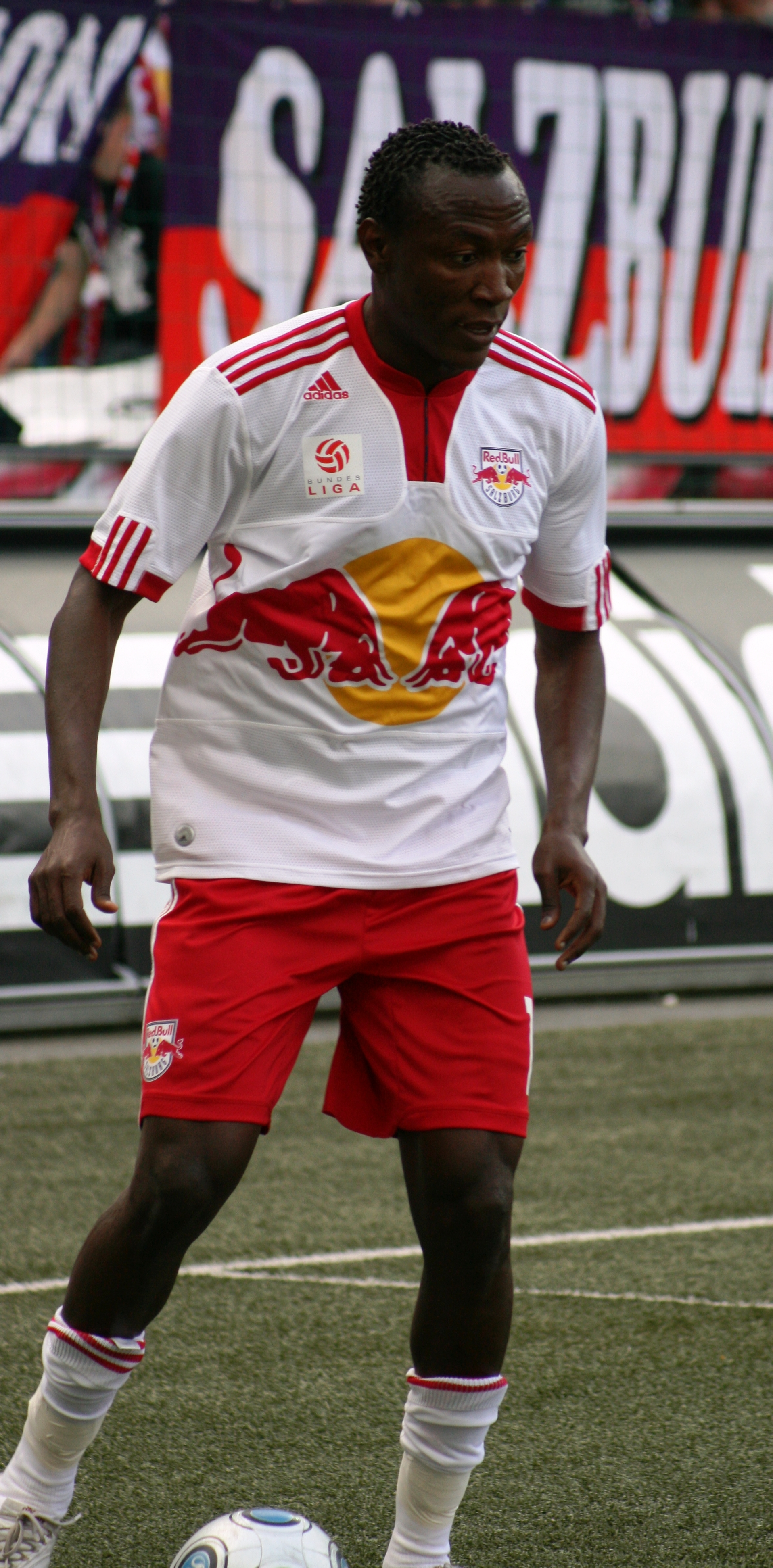

سومين أ. تشويي (بالإنجليزية: Somen A. Tchoyi)‏ (مواليد 29 مارس 1983 في دوالا) لاعب كرة قدم كاميروني دولي يجيد اللعب في خط الوسط . يلعب حاليا لصالح ريد بول سالزبورغ النمساوي منذ 2008 .

## روابط خارجية
- سومين تشويي على موقع IMDb (الإنجليزية)
- سومين تشويي على موقع قاعدة بيانات كرة القدم.إي يو (الإنجليزية)
- سومين تشويي على موقع ناشيونال فوتبول تيمز (الإنجليزية)
- سومين تشويي على موقع Soccerbase.com (لاعب) (الإنجليزية)
- سومين تشويي على موقع Soccerway.com (الإنجليزية)
- سومين تشويي على موقع عالم كرة القدم.نت (الإنجليزية)